# Mycoaciella bispora
Mycoaciella bispora (Stalpers) J. Erikss. & Ryvarden – gatunek grzybów z rodziny strocznikowatych (Meruliaceae).

## Systematyka i nazewnictwo
Pozycja w klasyfikacji według Index Fungorum: Mycoaciella, Meruliaceae, Polyporales, Incertae sedis, Agaricomycetes, Agaricomycotina, Basidiomycota, Fungi.
Po raz pierwszy opisał go w 1976 r. Joast A. Stalpers, nadając mu nazwę Resinicium bisporum. W 1978 r. John Eriksson i Leif Ryvarden przenieśli go do rodzaju Mycoaciella. Synonimy:
- Mycoacia bispora (Stalpers) Spirin & Zmitr. 2004
- Phlebia bispora (Stalpers) Nakasone 2002
- Resinicium bisporum Stalpers 1976[2].

## Morfologia
Owocnik
Grzyb hydnoidalny, o owocniku rozpostartym, rozproszonym, w młodym wieku bladożółtym, potem ochrowym, w stanie świeżym skórzasty, złożony z kolców o długości do 2 mm, cylindrycznych lub wąsko stożkowych, zwężających się ku sterylnemu wierzchołkowi. Brzeg przerzedzony, niezróżnicowany, w eksykatach jaśniejszy od reszty owocnika. Subikulum cienkie, u starych owocników pękające podczas suszenia.
Cechy mikroskopowe
Podstawki tworzą gęstą palisadę, zwłaszcza w dojrzałym hymenium. Są wąsko maczugowate,15–20 × 3–4,5 µm, ze sprzążką bazalną, czterema stożkowymi sterygmami i licznymi kroplami oleju w protoplazmie. Bazydiospory 4–5,5 × 2,5–3 µm, wąsko elipsoidalne do niemal cylindrycznych, gładkie, cienkościenne, zwykle z kroplami oleju w protoplazmie. System strzępkowy dimityczny, strzępki szkieletowe grubościenne, przeważnie o szerokości 3–4 µm, w środkowej części kolców równoległe. Trama dobrze oddzielona od subikulum, zbudowana z bogato splecionych, cienkościennych strzępek o szerokości 2–3 µm ze sprzążkami. W strzępkach liczne kryształki, zwłaszcza w subikulum. W hymenium prawie cylindryczne cystydy o wymiarach 20–30 × 4–5 µm, z główkowatymi wierzchołkami pokrytymi kulkami żywicznej, żółtawej substancji.

## Występowanie i siedlisko
Występuje w Ameryce Północnej i Południowej, Europie, Azji i Australii. Najwięcej stanowisk podano w Europie. Brak go w opracowanym w 2003 r. przez Władysława Wojewodę wykazie wielkoowocnikowych grzybów podstawkowych Polski, ale jego stanowiska podano w późniejszych latach. Aktualne stanowiska podaje także internetowy atlas grzybów. Znajduje się w nim na liście gatunków zagrożonych i wartych objęcia ochroną.
Nadrzewny grzyb saprotroficzny występujący na martwym drewnie drzew liściastych.